# Chasmina pulchra
Chasmina pulchra là một loài bướm đêm trong họ Noctuidae.